# Хоррокс, Брайан
Сэр Брайан Гуин Хоррокс (англ. Brian Gwynne Horrocks; 7 сентября 1895, Раникхет — 4 января 1985, Чичестер) — офицер британской армии, генерал-лейтенант.
В основном он запомнился как командир 30-го армейского корпуса в ходе Голландской операции 1944 года под кодовым названием «Market Garden» во время Второй мировой войны. Хоррокс также участвовал в Первой мировой войне и в гражданской войне в России, дважды попадал в плен, а также принимал участие в Олимпийских играх 1924 года в Париже. После выхода в отставку Хоррокс работал телеведущим, писал книги по военной истории и в течение 14 лет занимал пост герольдмейстера в Палате лордов Великобритании.
В 1940 году во время Французской кампании Хоррокс командовал батальоном, где он впервые служил под началом наиболее выдающегося британского командующего Второй мировой войны Бернарда Лоу Монтгомери. Позже фельдмаршал назвал Хоррокса одним из своих наиболее способных офицеров, назначив его командиром корпуса в Северной Африке и в Европе. В 1943 году Хоррокс получил тяжёлое ранение и, прежде чем вернуться к командованию корпусом в Европе, более года находился на излечении. Весьма возможно, что из-за этого вынужденного бездействия он не получил очередное повышение — его боевые товарищи, командиры корпусов в Северной Африке Оливер Лис и Майлс Дэмпси стали командующими армий, а затем достигли и более высокого уровня. По причине ранения у Хоррокса постоянно были проблемы со здоровьем, из-за чего после окончания войны он был вынужден рано выйти в отставку.
Ряд историков называют Хоррокса одним из наиболее успешных британских генералов периода Второй мировой войны, «человеком, который действительно вёл за собой, генералом, открытым для общения с каждым, даже с рядовым солдатом», а также «идеалом командира корпуса». Дуайт Д. Эйзенхауэр назвал его «выдающимся британским генералом под командованием Монтгомери».

## Молодые годы и Первая мировая война
Брайан Хоррокс был единственным сыном полковника сэра Уильяма Хоррокса, доктора Королевского армейского медицинского корпуса. Получив образование в частной школе Аппингем-Скул в Англии, в 1913 году он поступил в Королевское военное училище в городе Сэндхарст. Однако, даже получив 200 дополнительных баллов за наличие сертификата о военной подготовке офицера запаса (OTC), который был в наличии далеко не у каждого поступавшего, среди 167 курсантов он занимал шестое с конца место. Как бесперспективный курсант он мог так и не получить звание, однако разразилась Первая мировая война.
Получив назначение 8 августа 1914 года в 1-й батальон полка графства Мидлсекс, второй лейтенант Хоррокс прибыл в отступающие британские экспедиционные войска, а затем получил боевое крещение в битве при Монсе. 21 октября в сражении при Армантьере его взвод был окружён, а он сам получил ранение и попал в плен. Находясь в военном госпитале, Хоррокс постоянно подвергался допросам со стороны немецкого командования, которое считало, что британская армия использует пули дум-дум в нарушение Гаагской конвенции 1899 года. Тюремщики Хоррокса не меняли его одежду и бельё и не предоставили ему и другому пленному офицеру элементарные удобства для содержания. В результате у обоих офицеров временно отнялись ноги, и им приходилось передвигаться к туалету ползком, из-за чего у Хоррокса возникло нагоение полученных ран. Однако после его выздоровления и перевода в лагерь военнопленных условия улучшились. По пути в лагерь благодаря взаимоуважению, которые испытывают солдаты на передовой по обе стороны фронта, Хоррокс подружился со своим немецким конвоиром. Несмотря на пребывание в плену, 18 декабря 1914 года Брайану Хорроксу было присвоено звание лейтенанта. Во время содержания в плену британский офицер несколько раз пытался бежать, и однажды побег ему почти удался — Хоррокса схватили лишь в 500 ярдах (460 метров) от голландской границы. В конце концов, в надежде, что языковой барьер станет помехой для побега, его определили к русским офицерам. Много лет спустя, работая в Палате общин, он вызвал удивление у Никиты Хрущёва и Николая Булганина, поприветствовав их на их родном языке. За несгибаемость воли в плену в 1920 года Брайан Хоррокс был награждён Военным крестом, при этом награда была оформлена задним числом — 5 мая 1919 года.
После репатриации в конце войны Брайану Хорроксу было тяжело адаптироваться к повседневной мирной жизни. Он отправился кутить в Лондон, спустив за шесть недель накопленное за четыре года службы жалование. Однако, в 1919 году, когда Военное министерство призывало добровольцев со знанием русского языка, он вернулся в действующую армию.

## Период между мировыми войнами

### Россия

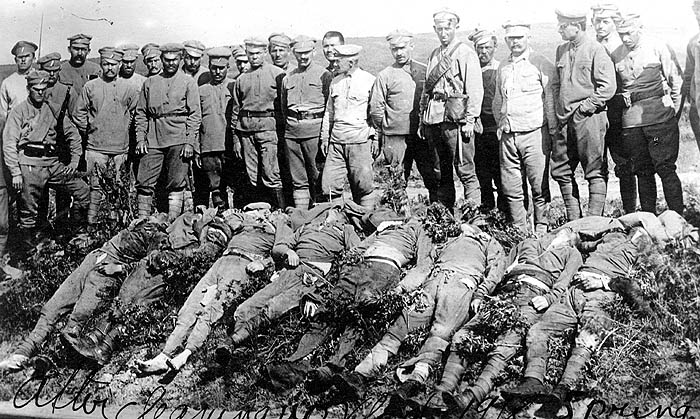
Чехословацкие воины 8-го полка возле тел погибших однополчан в бою под Никольск-Усурийским перед похоронами в братской могиле. В рамках британской военной помощи Брайан Хоррокс участвовал в сражениях на стороне белогвардейцев

В 1919 году в рамках иностранной интервенции союзников в гражданской войне в России Хоррокс был направлен в Россию. После высадки во Владивостоке 19 апреля он был вызван в штаб британского командования для получения указаний. При помощи бывших военнопленных чехословацкого корпуса белая армия под командованием адмирала Колчака заняла территорию Сибири. Однако, чехословацкие войска адмирала Колчака возвращались домой, а британское военное командование пыталось их срочно заменить русскими частями. Для этого у британцев было лишь два батальона пехоты и четыре небольшие административные части: одна занималась подготовкой и вооружением русских подразделений военным снаряжением, а другая — улучшением связи белой армии.
Первым заданием Хоррокса, а также 13 британских офицеров и 30 солдат была охрана 27-вагонного поезда со снарядами для белой армии в Омске, следовавшего на протяжении 3000 миль (4800 километров) по Транссибирской магистрали. Выполнение этого задания заняло более месяца, и, поскольку Хоррокс был единственным, кто свободно владел русским языком, то многие проблемы доводилось решать именно ему. На каждой станции ему приходилось пресекать попытки начальников станции отцепить вагоны от охраняемого состава. Во время стоянки в городе Маньчжурия присутствие британских офицеров спровоцировало дуэль между двумя офицерами-казаками. Хоррокс принял предложение участвовать в поединке в качестве секунданта, но, прежде чем дуэль состоялась, пара оппонентов была арестована. Однако, прежде чем дело дошло до военно-полевого суда, Хорроксу удалось замять все претензии, заявив, что недоразумение произошло из-за его слабого знания русского языка. В конце концов, 20 мая со всем грузом поезд прибыл в Омск.
Следующее назначение Хоррокса последовало в уральский Екатеринбург, куда его назначили заместителем начальника военной школы для унтер-офицеров, закреплённых за англо-русской бригадой. Почти треть первоначальных кадров пришлось уволить по медицинским причинам, постоянно возникали трудности с получением продовольствия и поддержки у белой армии — Хоррокс был недоволен своим назначением. Несмотря на это, у него сложились хорошие взаимоотношения с подчинёнными, и появилось восхищение русским солдатом.
Некоторое время спустя британские войска получили приказ возвращаться домой, но Хоррокс и другой офицер, Джордж Хейс, остались в качестве военных советников при сибирской армии. Белая армия отступала в направлении Владивостока, находящегося за 4800 километров, а вместе с нею отступал и Брайан Хоррокс. 7 января 1919 года в районе Красноярска британский офицер попал в плен Красной Армии, в котором провёл 10 месяцев, едва пережив тиф. Британское правительство вело переговоры об освобождении заключённых, в результате чего 29 октября Хоррокс покинул Россию, вернувшись домой на крейсере Королевского военно-морского флота Великобритании «HMS Delhi».

### Снова дома
По возвращении Хоррокс был снова назначен в свой полк, расквартированный в Германии в составе британской оккупационной армии в Рейнской области, а затем вместе с ним был выведен в Ирландию, где впоследствии участвовал в войне за независимость страны. В это время в обязанности Хоррокса входили поиск оружия и ликвидация засад и завалов, которые сам он называл «одной из самых неприятных форм ведения военных действий». Позднее британский офицер короткое время находился в Силезии, участвуя в операциях по урегулированию напряжённости между польским и немецким населением.
После возвращения в Великобританию Хоррокс принимал участие в соревнованиях по современному пятиборью. Он успешно прошёл отборочный тур армейских соревнований и был зачислен в олимпийскую сборную Великобритании для участия в Олимпийских играх 1924 года в Париже, в которых он занял 20-е место из возможных 38. Оставшуюся часть периода между мировыми войнами Брайан Хоррокс служил на различных должностях: адъютантом 9-го батальона полка графства Мидлсекс (1926—1930), слушателем штабного колледжа в Камберли (1931—1932), штабс-капитаном в Военном ведомстве (1934—1936), начальником штаба 5-й пехотной бригады (1936—1938) и преподавателем в штабном колледже. Во время службы в территориальной армии, которое Хоррокс считал одним из счастливейших периодов своей жизни, он приобрёл опыт общения с ополченцами, ставший впоследствии бесценным в ходе боёв Второй мировой войны. В 1935 году ему было присвоено временное внеочередное звание, в следующем году он стал майором, а ещё спустя год Хорроксу было присвоено временное звание подполковника.
В 1928 году Брайан Хоррокс женился на дочери архитектора местной администрации Нэнси Китчин (англ. Nancy Kitchin). Супруги воспитывали одного ребёнка — дочь Джиллиан, которая в 1979 году утонула, купаясь в Темзе.

## Вторая мировая война

Командующий 9-й бронетанковой дивизией генерал-майор Хоррокс во время проведения учений, 18 июля 1942 года

В начале Второй мировой войны Брайан Хоррокс находился на должности преподавателя штабного колледжа, которую он занимал с 1938 года. За помощь в организации новых курсов с сокращённой программой подготовки офицерского состава в декабре 1939 года ему было присвоено временное звание подполковника. В мае следующего года он был направлен во Францию командовать 2-м пехотным батальоном полка графства Мидлсекс — пулемётным батальоном, напрямую подчинённым штабу 3-й пехотной дивизии генерал-майора Бернарда Монтгомери. В то время в соответствии с британской военной доктриной тяжёлые пулемёты были не органичной составной частью подчинённых подразделений, а находились в прямом подчинении корпуса или дивизии. Хоррокс прибыл в батальон во время его отступления в Дюнкерк и спустя всего 17 дней зарекомендовал себя настолько высоко, что ему было присвоено временное звание бригадира и поручено командовать 11-й пехотной бригадой. Прежний командир бригады Кеннет Андерсон ушёл на повышение до генерала и принял под своё командование 3-ю дивизию во время дюнкеркской эвакуации, когда командир 2-го пехотного корпуса Алан Брук был отозван в Великобританию, а командование корпусом принял генерал Монтгомери. После возвращения в Великобританию Хоррокс получил под своё командование 9-ю пехотную бригаду для защиты островов от возможного немецкого вторжения. Затем, прежде чем получить звание генерал-майора и 25 июня 1941 года быть назначенным командиром 44-й пехотной дивизии, в течение непродолжительного времени он занимал должность бригадира генерального штаба западной группы войск. До присвоения генеральского звания 28 мая 1941 года ему было присвоено звание полковника (со стажем выслуги с 1 июля 1940 года).
В 1942 году Хоррокс принял командование вновь сформированной 9-й бронетанковой дивизией и 27 июня получил временное звание генерал-майора. Назначение Хоррокса командиром бронетанковой дивизии, пехотинца без кавалерийского опыта, по тем временам было довольно необычным случаем. В новой должности Хоррокс проводил усиленную подготовку личного состава дивизии, организовав ряд учений для повышения эффективности своих войск и для своего личного ознакомления с методами ведения боевых действий бронетанковой дивизией. Хотя он никогда ранее не командовал дивизией в боевых условиях, спустя некоторое время он получил звание генерал-лейтенанта и был направлен в Египет для командования 13-м армейским корпусом 8-й армии генерала Монтгомери. Заменив смещённого Клода Окинлека, соответственно, в качестве главнокомандующего британскими сухопутными силами на Ближнем Востоке и командующего восьмой армией, генерал Гаролд Александер и генерал-лейтенант Монтгомери решили провести «чистку» вверенных им войск. Офицеры, которые, как считалось, не справлялись со своими обязанностями при старом начальстве, были смещены, и их места заняли командиры, которых ценил командующей армией Монтгомери. Среди них был и Брайан Хоррокс — офицер, который, по мнению Монтгомери, был «как раз тем, кто требуется для предстоящей работы».

### Северная Африка

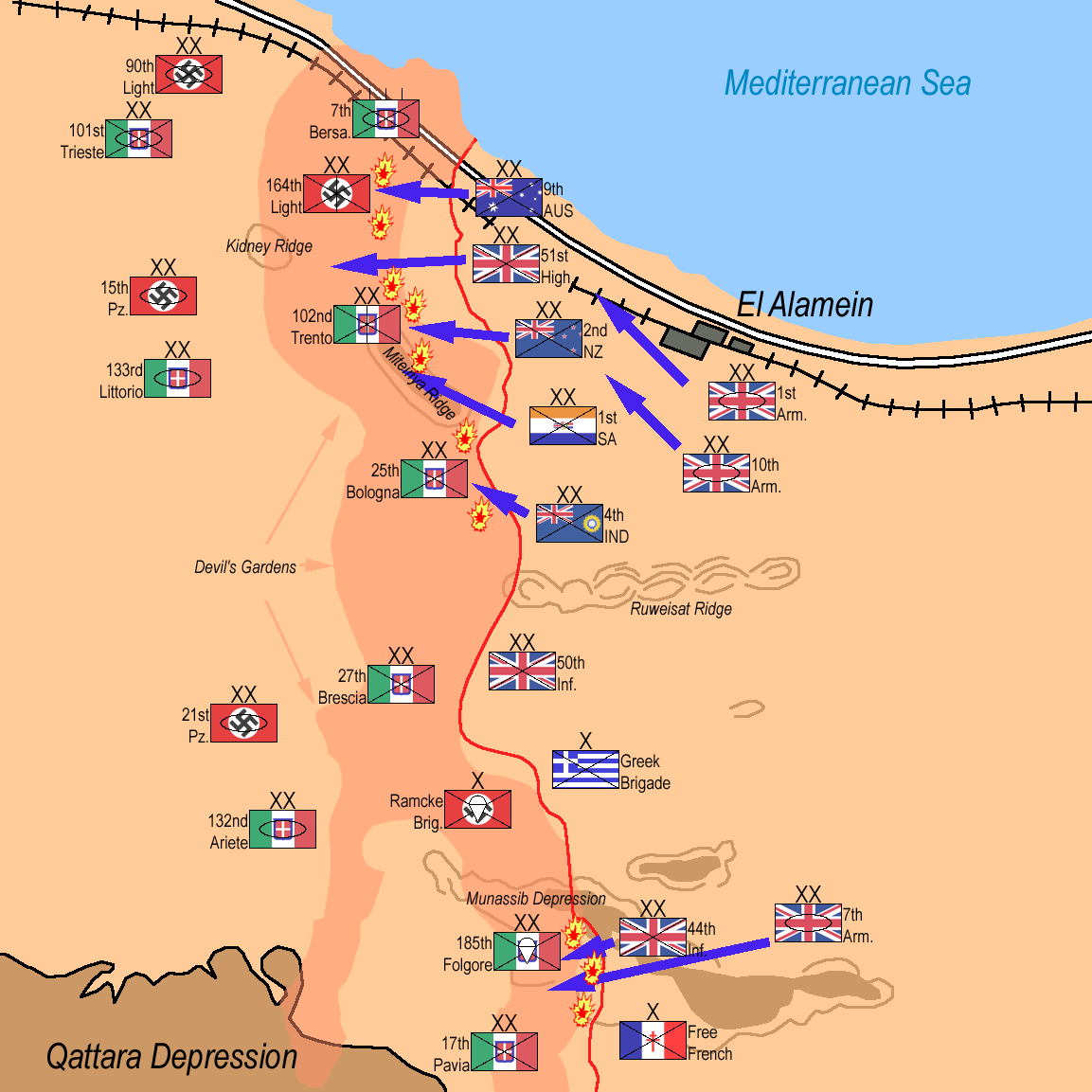
Схема сражения при Эль-Аламейне, 23 октября 1942 года. 7-я бронетанковая, 44-я пехотная дивизии (включая 13-й армейский корпус Брайана Хоррокса) и бригада «Сражающаяся Франция» выполняют отвлекающий манёвр на юг

После прибытия в Северную Африку корпус Хоррокса получил приказ защищать горную гряду Алам-эль-Хальфа от ожидаемой атаки немецкого африканского корпуса. Озабоченный тем, что в силу тяжёлых потерь запланированная атака на Эль-Аламейн может окончиться провалом, Монтгомери приказал Хорроксу отражать атаки войск фельдмаршала Эрвина Роммеля, «не слишком усердствуя» при этом. Хоррокс подготовился к чисто оборонительным боям, закопав танки вокруг горной гряды. Когда 30 августа немцы пошли в атаку, они не смогли выманить британские танки под огонь своих 88-миллиметровых орудий (тактика, с большим успехом применявшаяся ранее) и сами оказались потрёпанными под ударами артиллерии и самолётов. Битва закончилась тем, что ценой огромных потерь немцы захватили высоту Химейхат, а союзники после неудачной атаки 2-й новозеландской дивизии больше не желали её отвоёвывать. Успех армии в обороне поднял боевой дух солдат, а подчинённый Хоррокса бригадир Джордж Робертс хвалил его за «удивительное умение вселять уверенность и энтузиазм, где бы он ни появлялся». Монтгомери тоже был доволен, отметив, что «он [Хоррокс] достоин высокой похвалы за свои действия в тот день».
В запланированной битве при Эль-Аламейне Хорроксу было предложено командовать бронетанковым 10-м армейским корпусом. Он отказался, считая, что офицер-кавалерист генерал-майор Герберт Ламсден справится с этой задачей лучше него. Хоррокс так и остался командиром 13-го армейского корпуса и получил задание выполнить отвлекающий манёвр на юг для введения в заблуждение войск гитлеровской коалиции, в то время как главный удар союзников будет нанесён силами 30-го и 10-го армейских корпусов в северном направлении. Монтгомери запретил Хорроксу терять танки, поэтому наступательные операции 13-го корпуса ограничились мелкими рейдами. После имевшей поворотное значение в североафриканском театре боевых действий победы британских войск корпус Хоррокса был отправлен в резерв, а его численность сокращена, в то время как остальные силы восьмой армии преследовали отступавшие войска гитлеровской коалиции. В какой-то момент времени единственной частью под его командованием осталось одно ремонтное подразделение, которое ежедневно очищало поле боя от разбитой техники. Однако после смещения Ламсдена за неудовлетворительные результаты в ходе преследования гитлеровских войск в декабре 1941 года Хоррокс принял командование 10-м армейским корпусом — ударным корпусом авангарда восьмой армии. 31 декабря 1942 года Брайан Хоррокс он был награждён орденом «За выдающиеся заслуги».
После падения Триполи в январе 1943 года остатки войск гитлеровской коалиции отступали на заранее подготовленные позиции перед линией Марет в Южном Тунисе, построенной Францией до начала Второй мировой войны. Здесь в марте 1942 года Хоррокс занимался одной из своих наиболее успешно выполненных боевых задач. После того, как 30-й армейский корпус не смог выйти на линию Марет, его корпус, состоящий из 1-й бронетанковой дивизии, бригады «Сражающейся Франции» и приданного им новозеландского корпуса (включавшего в себя 2-ю новозеландскую дивизию и 8-ю британскую бронетанковую бригаду), получил приказ атаковать в рамках операции под кодовым названием «Supercharge». Хоррокс выполнил обходной манёвр с фланга через проход, который считался немцами неприступным, в результате чего линия Марет стала непригодной для дальнейшей обороны, и войска гитлеровской коалиции снова были вынуждены отступать. При этом были уничтожены три итальянские дивизии, а 15-я танковая, 21-я танковая и 164-я пехотная дивизии немцев понесли тяжёлые потери. Затем Хоррокс был переведён в первую армию для командования 9-м армейским корпусом взамен раненого во время учений Джона Крокера. В апреле и мае 1943 года Брайан Хоррокс вёл свой корпус в атаку союзников в Тунисе, в результате которой был занят Тунис и принята капитуляция остатков группы армий Роммеля в Африке. Имя Хоррокса упоминается в донесениях от 24 июня, а за свою службу в Тунисе 5 августа 1943 года он был награждён орденом Бани. Ему также присвоили временное звание генерал-лейтенанта и постоянное звание генерал-майора.
В июне 1943 года в Бизерте в ходе наблюдения за учениями по высадке на Салермо во время воздушного налёта Брайан Хоррокс получил тяжелое ранение. Пули, выпущенные из немецкого истребителя, попали в верхнюю часть груди и прошли через все тело, задев лёгкие, желудок и кишечник. Хорроксу сделали пять операций, и 14 месяцев он находился на излечении. Последствия этого ранения причиняли ему боль всю оставшуюся жизнь, а постоянные проблемы со здоровьем привели к ранней отставке.

### Европа

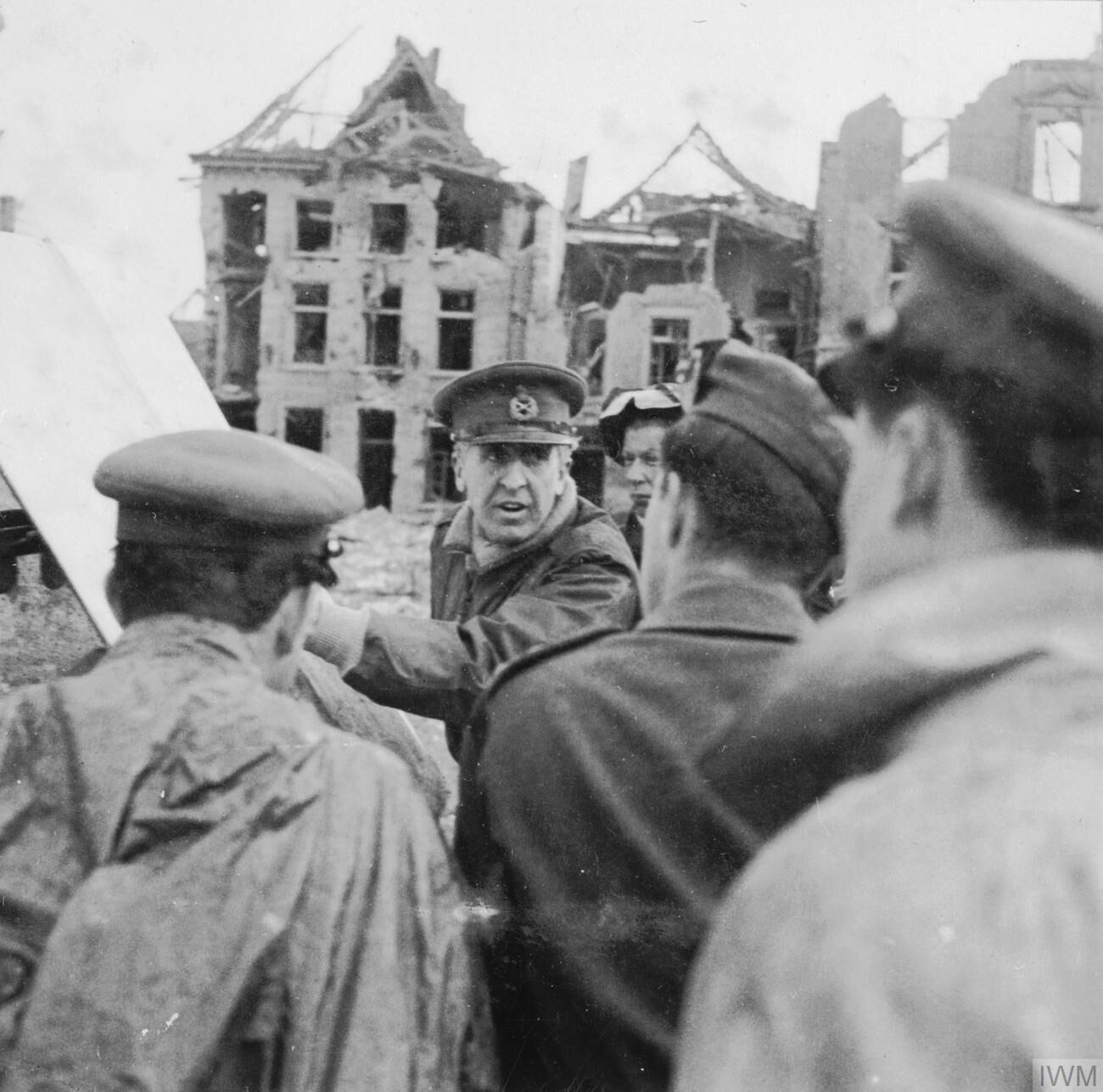
Вводное генерал-лейтенанта Хоррокса бойцам 30-го армейского корпуса в районе города Рес, 26 мая 1945 года

Прежде чем выздороветь настолько, чтобы подтвердить начальнику имперского генерального штаба Алану Бруку о том, что он «готов принять командование новым корпусом», Хоррокс лечился в течение более 14 месяцев. Снова получив звание генерал-лейтенанта в 1944 году, он был направлен во Францию командовать 30-м армейским корпусом в период Фалезской операции, в ходе которой в окружение сил союзников попали 7-я и 5-я танковая армии немцев. С момента высадки в Нормандии (за два месяца до описываемых событий) Монтгомери был недоволен деятельностью корпуса и его командиром Джералдом Бакнелом.
Хоррокс принял командование 30-м армейским корпусом в ходе наступления через Бельгию, взяв Брюссель и в какой-то момент совершив бросок на 400 километров всего за шесть дней. Однако снабжение британских частей оружием и продовольствием в то время было постоянной и наиболее острой проблемой, поскольку основные французские глубоководные порты по-прежнему находились в руках немцев, а линии поставки союзников опасно растянулись до берегов Нормандии. Теперь 21-я армейская группа Монтгомери действовала за 480 километров от своих портов, то есть на удалении, в два раза превышающем расчётное расстояние тылового обеспечения, поэтому для снабжения из морских доков и гаваней 30-й корпус Хоррокса был развёрнут на Антверпен. Город и порт пали под ударами 11-й бронетанковой дивизии в начале сентября, однако Монтгомери остановил наступление 30-го армейского корпуса для пополнения запасов вблизи широкого участка Альберт-канала на севере от города, который всё ещё оставался в руках противника. После войны Хоррокс сожалел об этом решении, считая, что, имея запас топлива, его корпус мог бы продвинуться ещё на 160 километров (100 миль), хотя и сомневался в том, что данное продвижение обошлось бы без задержек. Союзникам было неизвестно, что в то время 30-му корпусу противостояла только одна немецкая дивизия. Однако полученная передышка позволила немцам перегруппировать свои силы вокруг реки Шельда, и к тому времени, когда союзники возобновили наступление, прибыла 1-я воздушно-десантная армия генерала Курта Штудента и заняла основательную оборону вдоль противоположного берега канала. Задача по прорыву усиленной линии немецкой обороны, которая растянулась от Антверпена до Северного моря вдоль реки Шельда, была поставлена перед Первой канадской армией в месячной кровопролитной битве за устье Шельды. К середине сентября вектор движения 30-го армейского корпуса был снова развёрнут, на этот раз на восточное направление.

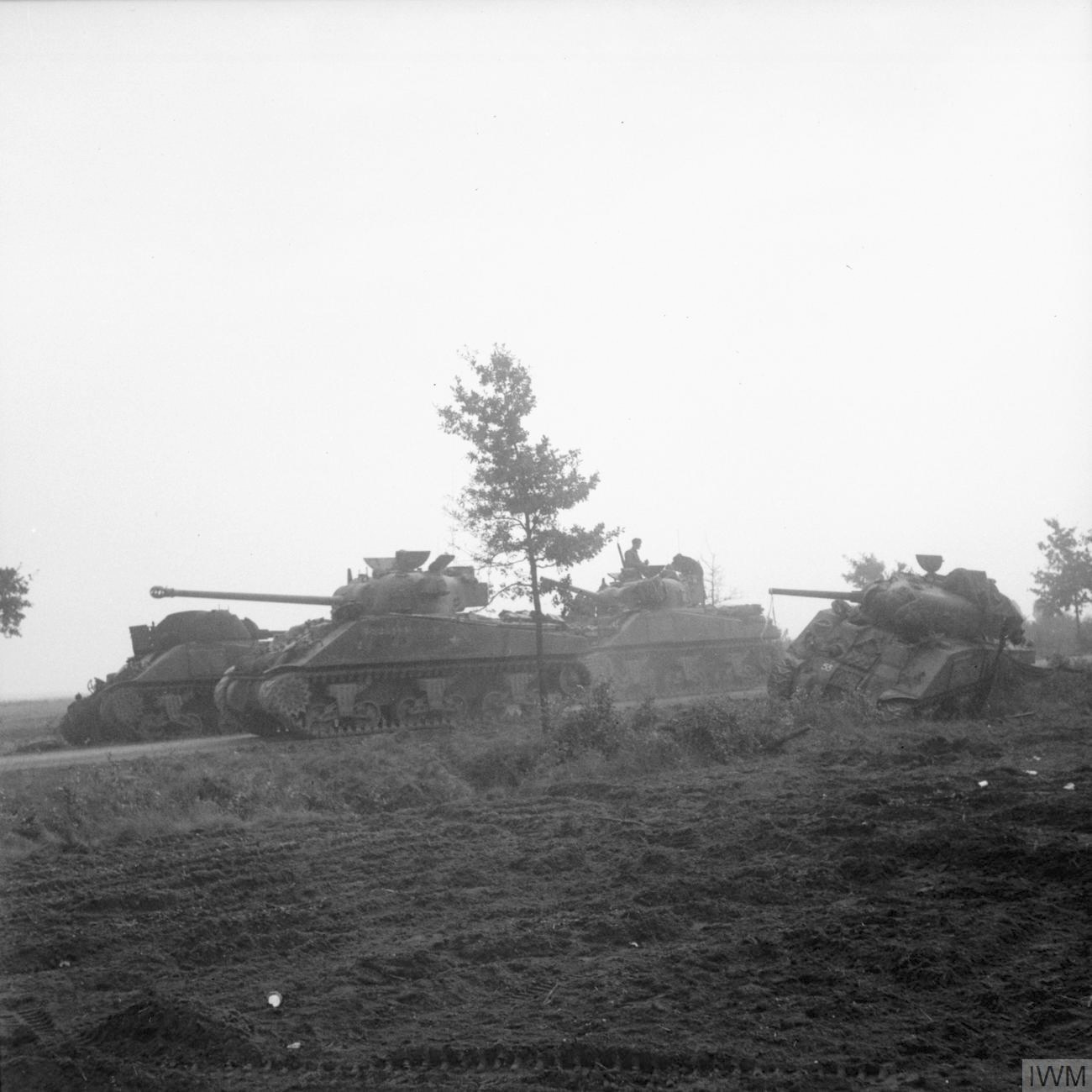
Танки «Шерман» проходят мимо сошедших с дороги британских танков, 17 сентября 1944 года. 30-й армейский корпус генерала Хоррокса мог двигаться только по единственной узкой дороге, что сделало всю технику корпуса уязвимой для немецких частей

В ходе Голландской операции 1944 года (под кодовым названием «Market Garden») приоритетным направлением для 21-й армейской группы фельдмаршал Монтгомери определил наступление через Рейн в промышленную зону Германии (сентябрь 1944 года). 30-й армейский корпус под командованием Хоррокса должен был вести наземное наступление, в течение четырёх дней пройдя вдоль удерживаемого воздушно-десантными частями коридора, для дальнейшего соединения с британской 1-й воздушно-десантной дивизией в Арнеме. 30-й корпус не смог прибыть для соединения в запланированное время, хотя 1-я воздушно-десантная дивизия удерживала свои позиции ещё пять дней, к 21 сентября почти три четверти её состава было уничтожено или попало в плен к немцам. В этом вопросе мнения послевоенных аналитиков разделились: одни подчёркивали недостаточную оперативность войск Хоррокса, другие указывали на то, что немецкую оборону в этой области разведка первой союзнической воздушно-десантной армии сильно недооценила. В частности, и что особенно важно, не были обнаружены остатки двух танковых дивизий СС, которые после боёв в Нормандии были направлены в окрестности Арнема на отдых и переукомплектование. По данным разведки, в Нидерландах находилось лишь «несколько пехотных частей и 50—100 танков». Ряд контратак группы армий «Б» под командованием фельдмаршала Вальтера Моделя заставил войска Хоррокса перейти в оборону и задержал их продвижение, вынудив британцев остановиться и укрепить свой фланг. Местность, по которой должны были продвигаться части Хоррокса, была неподходящей для быстрого движения танковых частей, вследствие чего авангарду (гренадерской бронетанковой дивизии) пришлось идти по узкому возвышенному шоссе по равнинной или заболоченной местности. Кроме того, в нарушение планов в первый день наступления мост возле города Неймеген, всего в 13 километрах от Арнема не был захвачен 508-м воздушно-десантным полком США, и через два дня прибывшему в Неймеген 30-му армейскому корпусу пришлось участвовать в его захвате, что привело к дальнейшей незапланированной 36-часовой задержке. Как бы то ни было, личная ответственность за провал операции на Хоррокса никогда не возлагалась. Фактически в течение этого периода под командование Хоррокса поступила американская 82-я воздушно-десантная дивизия Джеймса Гэвина, который позднее написал: 
«Он [Хоррокс] был действительно уникальным генералом, а его руководящие навыки были развиты больше, чем у кого-либо, кого я знал. Читая лекции в военно-учебных заведениях США, я неоднократно подчёркивал, что генерал Хоррокс был лучшим генералом, известным мне во время войны, и лучшим командиром корпуса»
.
В начале 1945 года 30-й армейский корпус участвовал в Маас-Рейнской наступательной операции, в ходе которой немецкая армия была наконец вытеснена за Рейн. Корпусом широкомасштабно применялась огневая мощь, и «при этом были использованы все тактические приёмы, выученные за последние два с половиной года войны, а также и несколько новых». В течение непродолжительного времени в состав 30-го армейского корпуса также входили девять дивизий. Помогая продвижению 15-й (шотландской) дивизии, для нанесения ударов по городу Клеве перед началом операции Хоррокс согласился использовать бомбардировочную авиацию. Бомбардировщиками было сброшено 1384 английские тонны (1406 метрических тонн) бомб, которые буквально смели город с лица земли. Позднее Хоррокс говорил, что это было «самое ужасное решение, принятое в моей жизни» и что «его тошнило», когда он видел бомбардировщики над головой. Маас-Рейнская наступательная операция прошла успешно, к вечеру 9 февраля (в день D+1) 30-й армейский корпус прорвал оборону Линии Зигфрида и вошёл в Германию, понеся лишь незначительные потери. 26 апреля был взят город Бремен, что открыло доступ к лагерю военнопленных «Шталаг ХВ» у города Зандбостель. К моменту прекращения военных действий корпус Хоррокса достиг Куксхафена.
В период с 22 марта по 9 августа 1945 года во время службы в Северо-Западной Европе Хоррокс был дважды упомянут в донесениях и 5 июля награждён орденом Британской империи, став рыцарем-командором. В дополнение к признанию на родине, он был награждён правительствами Бельгии (военным крестом 1940 года с пальмовой ветвью и орденом Короны с пальмовой ветвью), Франции (военным крестом и орденом Почётного легиона), Нидерландов (орденом Оранских-Нассау), Греции (королевским орденом Георга I) и США (орденом «Легиона Почёта»).

Встреча представителей 47-й армии с британскими союзниками. На фото слева направо: 4-й — генерал-лейтенант А. М. Андреев, командир 125-го стрелкового корпуса; генерал-лейтенант Брайан Хоррокс, командир 30-го армейского корпуса (Великобритания); генерал-лейтенант М. Б. Анашкин, командир 129-го стрелкового корпуса; полковник М. И. Повалий, начальник оперативного отдела штаба 47-й армии. Июль 1945 года.

## Послевоенная деятельность
После войны Брайан Хоррокс продолжал служить в вооруженных силах: сначала как главнокомандующий Западной группой войск, в 1946 году получив звание генерал-лейтенанта (со стажем выслуги с 29 декабря 1944 года). В течение непродолжительного времени до ухудшения здоровья в августе 1948 года он командовал Британской оккупационной армией в Рейнской области, а в январе следующего года вследствие полученных ранее в Северной Африке ран Хоррокс ушёл в отставку по состоянию здоровья. В том же году, по случаю дня рождения короля будучи награждённым орденом Бани рыцарской степени, он поступил на службу в качестве почётного полковника территориальной армии и королевской артиллерии. В 1949 году Брайан Хоррокс был назначен герольдмейстером в Палате лордов Великобритании — на пост, который традиционно занимают отставные офицеры. Данное назначение было подтверждено после восшествия в 1952 году на трон Елизаветы II. Герольдмейстер Палаты лордов контролирует административную деятельность Палаты, приём в неё новых членов, а также участвует в проводимых данным органом церемониях. В 1957 году Хоррокс вывел актрису Вивьен Ли из Палаты лордов после того, как она сорвала заседание, умоляя остановить снос театра святого Якова. В массе других случаев, поскольку герольдмейстер должен присутствовать во время длительных дебатов на всех заседаниях Палаты, отставной генерал развлекался заполнением билетов на футбольный тотализатор. Со стороны процесс смотрелся вполне прилично: для собравшихся лордов это выглядело так, как будто Хоррокс делал служебные пометки о ходе заседаний. Должность герольдмейстера Палаты лордов Брайан Хоррокс занимал до 1963 года.

Хоррокс заинтересовался литературным жанром и начал писать статьи по военным вопросам для газет и журналов, включая «Picture Post» и «The Sunday Times». Это привело к короткой, но успешной карьере ведущего ряда телепрограмм «Люди в битвах» (англ. Men in Battle) и «Грандиозные битвы» (англ. Epic Battle), выпускаемых продюсером Хью Уэлдоном. В них «с большим интересом и энтузиазмом» Хоррокс рассказывал о великих исторических сражениях, его программы обращались при этом к максимально широкой аудитории. Генерал также давал обширные интервью телекомпании Thames Television в цикле передач «Мир в войне» (The World at War) и был смущён, когда его фотография появилась на обложке журнала Radio Times британской радиовещательной корпорации Би-Би-Си. После завершения своей телекарьеры Брайан Хоррокс работал в совете директоров строительной компании национального масштаба Bovis Homes Group, а также продолжал вести колонку военно-исторического обозревателя в «Санди-таймс» и исполнял обязанности редактора исторической серии о полках британской армии. В 1968 году Брайан Хоррокс сотрудничал с компанией J&L Randall в качестве редактора настольной игры «Combat». Его фотография и подпись приводятся на коробке с игрой, а во введении к игре сам он пишет: 
«На войне не бывает двух одинаковых сражений, так как всегда отличается местность, которая как ничто другое влияет на состав различных армий и на тактику, применяемую противоборствующими командирами»
. В 1960 году вышла в свет автобиография Брайана Хоррокса под названием «Вся жизнь» (англ. A Full Life). В опубликованной в 1977 году книге «Командир корпуса» Хоррокс, в качестве соавтора, повествует о своих сражениях в Северо-Западной Европе.

Брайан Хоррокс являлся военным консультантом выпущенного в 1977 году фильма Мост слишком далеко, который был посвящён Голландской операции 1944 года. Актёр Эдвард Фокс, сыгравший в фильме Хоррокса в главной роли, позднее говорил: 
«Мне нравилось играть во всех фильмах, но в фильме „Мост слишком далеко“ больше всего — из-за роли, которую я играл: роли генерал-лейтенанта Брайана Хоррокса. Тогда Брайан был жив, и я его хорошо знал, мы были друзьями до самой его смерти. Он был генералом особого типа, и поэтому было важно, чтобы я сыграл роль правильно».
Брайан Хоррокс скончался 4 января 1985 года в возрасте 89 лет. На поминальной службе, которая состоялась 26 февраля в Вестминстерском аббатстве, присутствовали генерал-майор Питер Джиллетт и министр обороны Великобритании Майкл Хезелтайн, представлявшие королеву Елизавету II и премьер-министра Маргарет Тэтчер соответственно. На службе присутствовали представители тридцати полков и множества других частей и соединений вооружённых сил Великобритании.

## Награды
- Рыцарь Большого креста орден Бани — 9 июня 1949 (CB — 5 августа 1943)[66][100]
- Орден Британской империи — 5 июля 1945[94]
- Орден «За выдающиеся заслуги» — 31 декабря 1942[60]
- Военный крест (Великобритания) — 30 января 1920[17]
- Mentioned in Despatches — 24 июня 1943[65], 22 марта 1945[92], 9 августа 1945[93]
- Королевский орден Георга I (Греция) — 20 июня 1944
- Королевский орден Оранских-Нассау (Нидерланды) — 17 октября 1946
- Орден Короны с пальмовой ветвью (Бельгия) — 16 января 1947
- Военный крест (Бельгия) — 16 января 1947
- Орден Почётного легиона (Франция)
- Военный крест 1914—1918 (Франция)
- Орден «Легион Почёта» (Соединённые Штаты Америки)